# Unconquered (film fra 1917)
Unconquered er en amerikansk stumfilm fra 1917 af Frank Reicher.

## Medvirkende
- Fannie Ward som Mrs. Jackson
- Jack Dean som Richard Darcier
- Hobart Bosworth som Henry Jackson
- Tully Marshall som Juke
- Mabel Van Buren som Mrs. Lenning